# Letarg (film 1983)
Letarg (org. Летаргия) – radziecki film obyczajowy z 1983 roku w reż. Walerija Łonskoja.

## Opis fabuły
Wadim Biekasow to inteligentny mężczyzna w średnim wieku. Ma mieszkanie, samochód, ważne stanowisko w placówce naukowo-badawczej. Nie brak mu niczego oprócz zrozumienia innych ludzi – to cyniczny egoista. Wiele lat temu porzucił swoją żonę i córkę. Jest zarówno głuchy na prośby o pomoc w sprawach zawodowych swoich kolegów z pracy, jak i obojętny na los kobiety dobijającej się pewnego wieczoru do drzwi jego mieszkania, której ciało napotyka rankiem na klatce schodowej. Gdy jego dziewczyna Olga oświadcza mu pewnego dnia, że jest w ciąży, bezceremonialnie zrywa z nią. Tkwi w tytułowym letargu obojętny na los innych ludzi. Dopiero śmierć matki i spotkanie z niewidzianą od lat córką, która mówi mu per "pan", powoduje stopniowe "wybudzenie" Biekasowa. Odnajduje Olgę i proponuje jej spotkanie, chce wszystko naprawić. Kulminacją zmiany jego nastawienia do życia jest ostatnia scena filmu w której staje w obronie młodej dziewczyny napastowanej przez grupę chuliganów w podmiejskim pociągu. Udaje mu się wyswobodzić ją z rąk napastników, zostaje jednak dotkliwie pobity i omal nie traci życia.

## Obsada aktorska
- Andriej Miagkow – Biekasow
- Natalia Sajko – Olga, dziewczyna Biekasowa
- Walentina Panina – Lida, była żona Biekasowa
- Rimma Korostielewa – Masza, córka Biekasowa
- Wasilij Boczkariow – drugi mąż Lidy
- Siergiej Ditiaiew – Fokin
- Igor Władimirow – kompozytor Obolenski
- Wiktor Fillipow – poeta Dadaszew
- Anna Warpachowska – Żenia
- Siergiej Nikonienko – Gołowin
- Władimir Ziemlianikin – Smirnow
- Irina Likso – matka Biekasowa
- Martin Zaliti – Biekasow jako dziecko
- Olga Bitiukowa – dziewczyna na przyjęciu u Dadaszewa
- Wiera Burłakowa – pasażerka w pociągu podmiejskim
- Inna Wychodcewa – lekarz
- Jurij Gusiew – Połowinkin
- Aleksandr Potapow – Makar, sąsiad Olgi
- Tamara Sowczi – epizod
- Jelena Tonuc – epizod
- Giennadij Frołow – epizod
- Roman Chomiatow – epizod

i inni.